# 開農宮
22°56′14″N 120°15′01″E / 22.93729°N 120.25028°E

蔦松腳開農宮正殿

開農宮位於臺灣臺南市仁德區蔦松腳，是主祀神農大帝的廟宇，舊稱「開天宮」。廟中有兩艘不火化的王船「炎帝號」與「藥王號」。該廟轄境包括蔦松腳、田厝、上崙仔、凹仔、洋仔下、拔林、港墘等聚落。

## 沿革

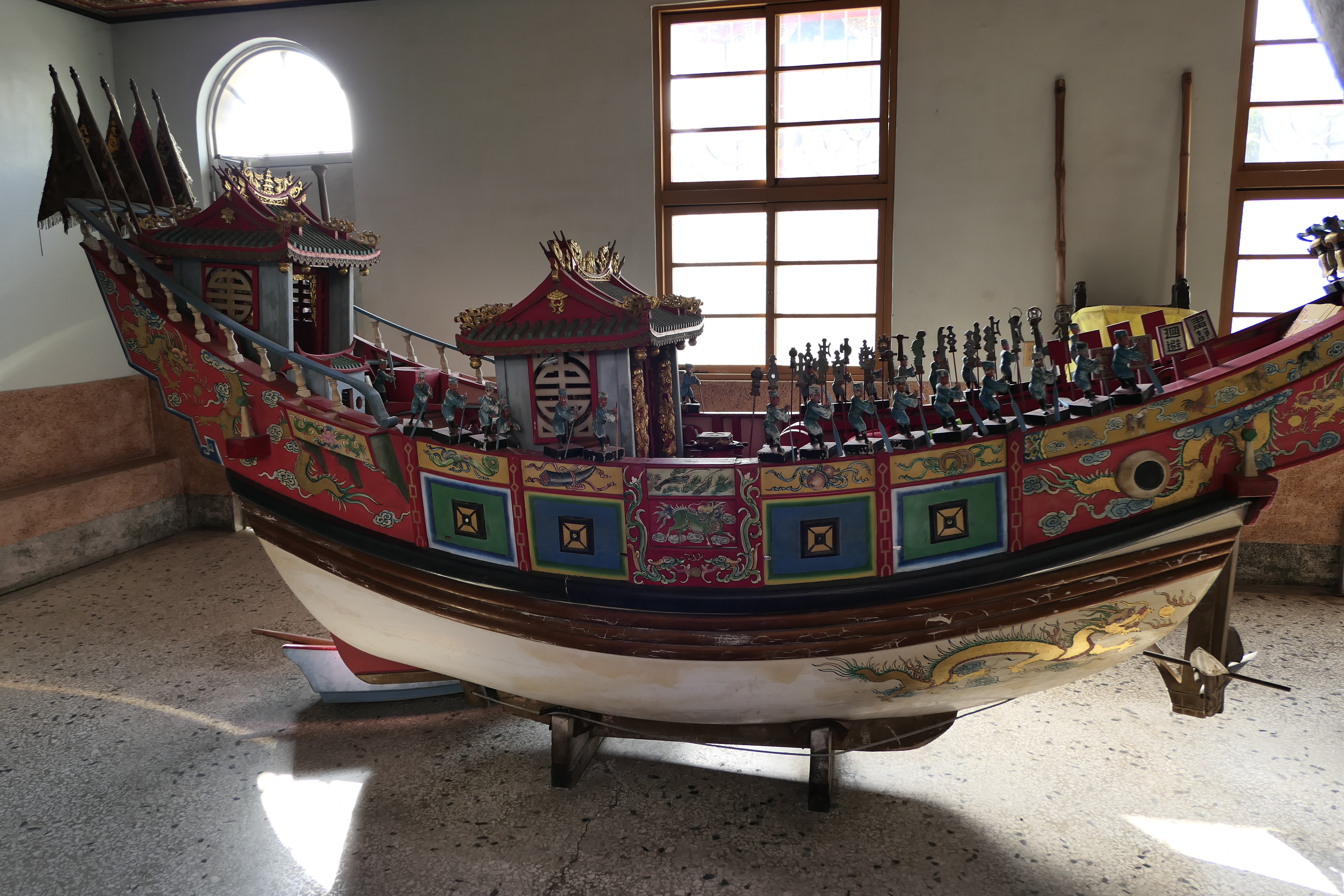
炎帝號王船

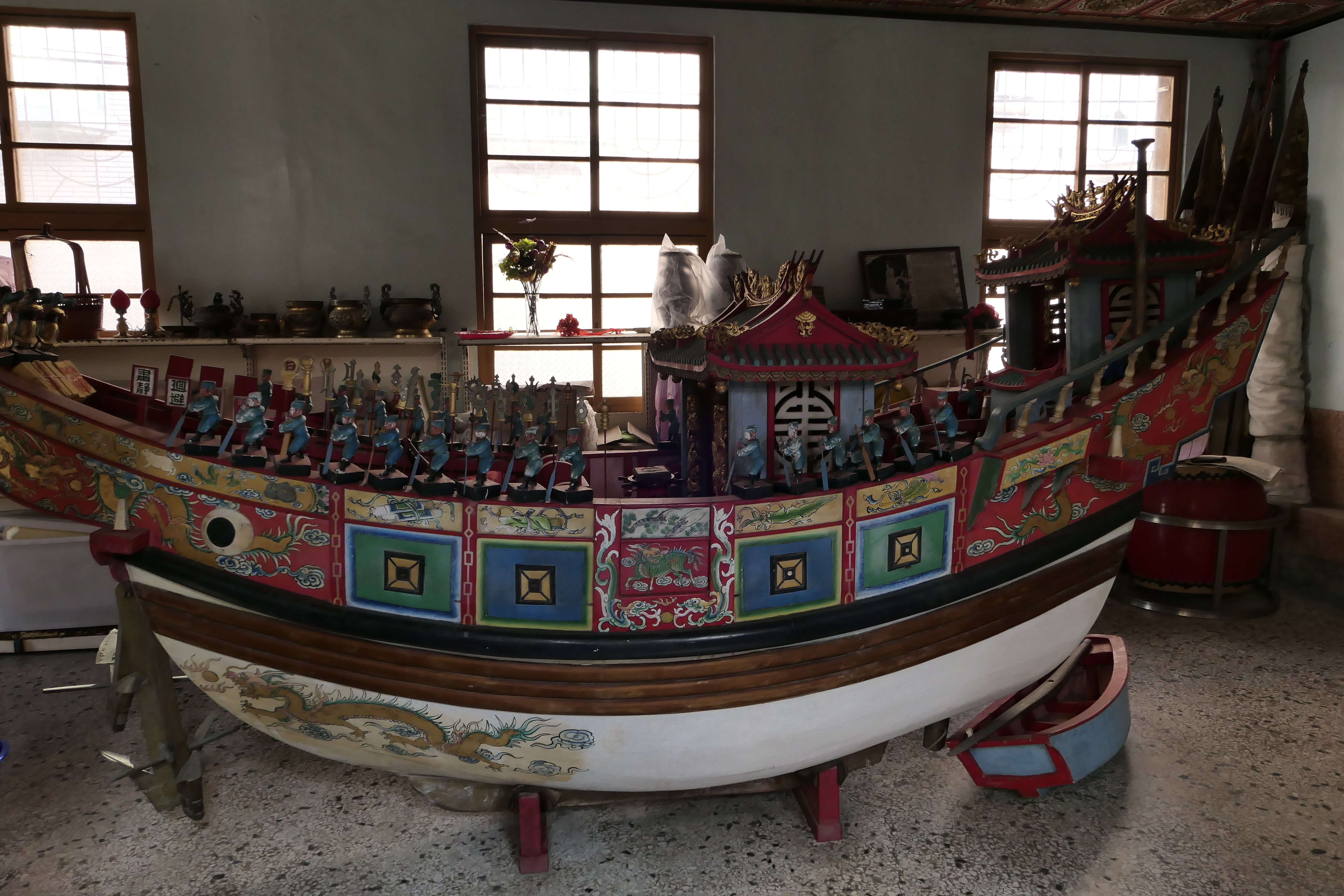
藥王號王船

開農宮的神農大帝神像據說是明鄭時期從福建省漳州府龍溪縣來的移民所帶來的，最初並未建廟，而是由聚落的民家輪流奉祀。後來到了清康熙五十七年（1718年），居民乃發起建廟。建廟之後，該廟在嘉慶十年（1805年）重修。
日明治四十三年（1910年）再次集資重修，並將廟名更改為「開農宮」。皇民化運動時期，神農大帝與中壇元帥神像被王萬吉迎到王港家中藏匿，廟宇則遭到曾大松雇人拆毀。
二次大戰後，民國46年（1957年）當地信徒召開會議重建廟宇，分成三個角頭分攤經費，各角頭並派代表一人處理事務，後於民國48年（1959年）落成。民國66年（1977年）因廟宇狹小，當地信眾決定在舊廟對面重建廟宇，於民國71年（1982年）落成。

## 祭祀
開農宮除了主祀的神農大帝之外，還供奉有五府千歲、太子爺、福德正神、註生娘娘、虎爺等神祇。其中神農大帝為明末之神像，福德正神、註生娘娘與虎爺為創建時的神像。
此外廟中同時供有兩艘王船，臺南市內同樣有兩艘永祀王船的廟宇有三寮灣東隆宮、安平靈濟殿與灣裡萬年殿等廟。而之所以會供奉王船，據說是民國66年（1977年）要重建新廟時決定建「五門」大廟，並要依俗對應五門設神龕，但當時廟神不多且都已供奉在正殿與側殿。向神明請示後，決定建兩艘王船供奉。王船建好後，於高雄茄萣的白沙崙下水並開光點眼。不過開農宮的王船只供奉在廟中，並未有任何出航及相關祭典。
該廟與上崙崑崙宮、中軍宫、田厝水明殿、基華宮、凹仔西安宮、民安宮有交陪關係。